# Сингх, Хармет
Хармет Сингх (норв. Harmeet Singh; род. 12 ноября 1990, Осло) — норвежский футболист, полузащитник, бывший игрок сборной Норвегии.

## Клубная карьера

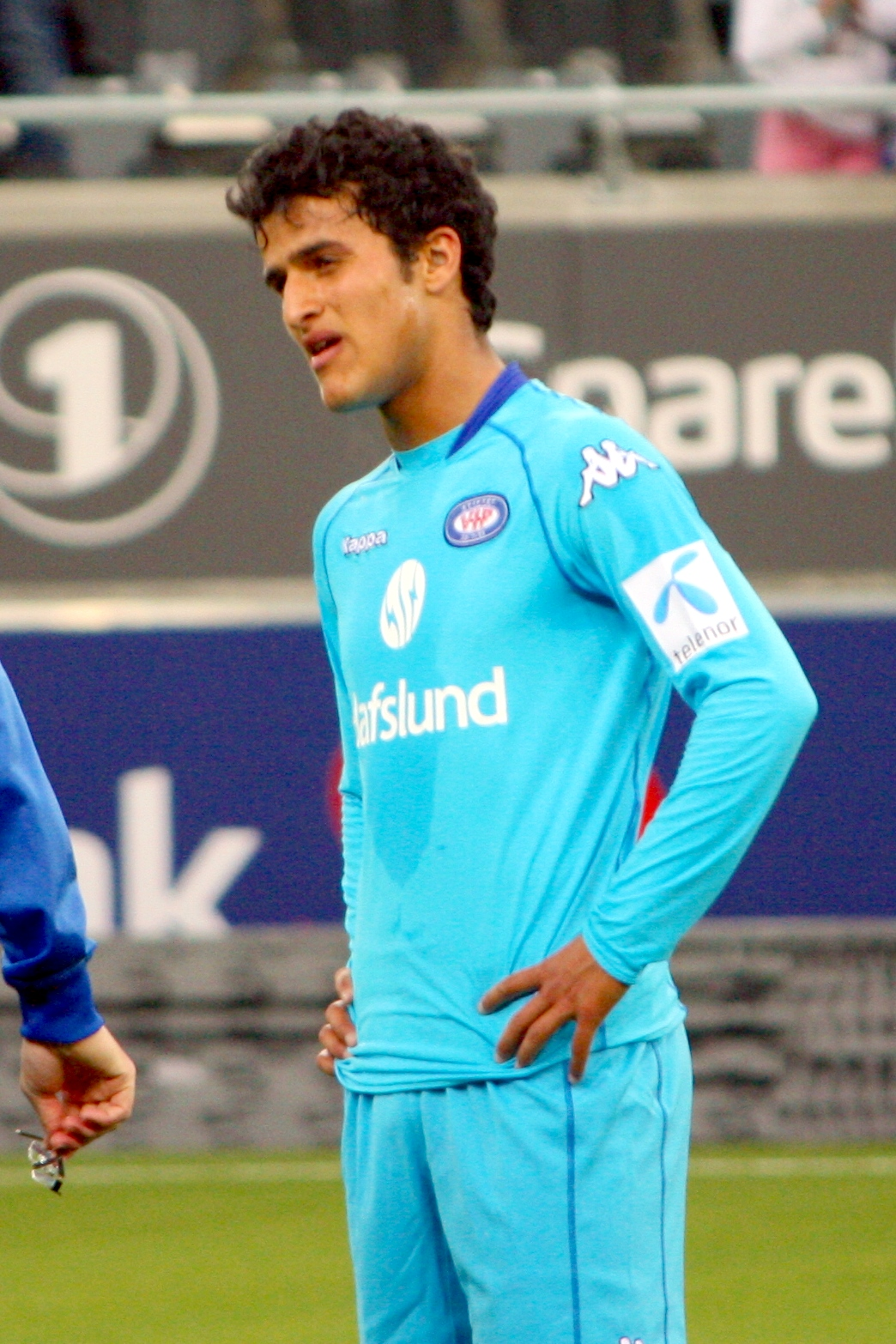
Сингх в форме «Волеренги»

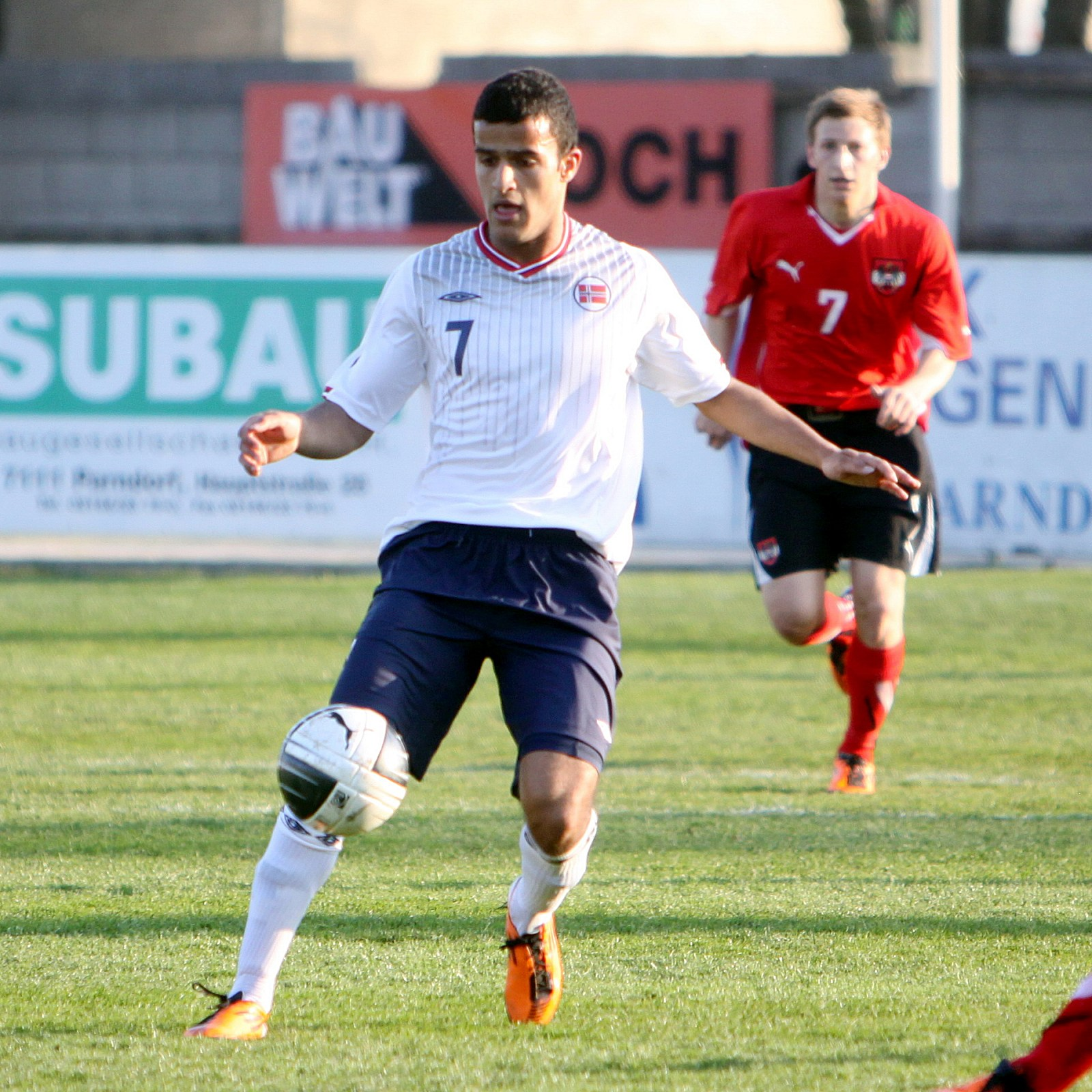
Сингх в поединке за молодёжную сборную Норвегии

Сингх начал свою карьеру в «Волеренге», попав в детскую команду в возрасте 13 лет. В 2008 году в матче против «Русенборга» Хармет дебютировал в Типпелиге. 24 сентября 2009 года в полуфинале Кубка Норвегии против «Молде» Сингх забил свой первый гол за команду, который в последующем был выдвинут на звание Гол года. В товарищеском матче против «Барселоны», в котором Хармет забил гол, Хосеп Гвардиола отметил норвежского футболиста. В составе «Волеренги» Сингх выиграл Кубок Норвегии и дважды занял второе место в чемпионате Норвегии.
5 июля 2012 года Сингх перешёл в нидерландский «Фейеноорд», подписав контракт на два года с возможностью продления. Сумма трансфера составила 300 тыс. евро. В Роттердаме он взял 16 номер, который был закреплен за партнёром Хармета по молодёжной сборной Омаром Элабделлауи, выступавшим за «Фейеноорд» на правах аренды. 12 августа в матче против «Утрехта» Сингх дебютировал за новый клуб в Эредивизи, выйдя на замену вместо Гюйона Фернандеса.

## Международная карьера
Сингх выступал за сборную страны различных возрастов. 16 января 2012 года в товарищеском матче против сборной Таиланда Хармет дебютировал за сборную Норвегии.
В июне 2013 года Хермет был включен в заявку молодёжной команды на участие в молодёжном чемпионате Европе в Израиле. 5 июня в матче открытия против хозяев чемпионата Сингх забил гол в добавленное время, который спас его команду от поражения. Сингх также вышел на поле в поединке против команды Англии.

## Статистика

### Матчи Сингха за сборную Норвегии
| Матчи Сингха за сборную Норвегии | Матчи Сингха за сборную Норвегии | Матчи Сингха за сборную Норвегии | Матчи Сингха за сборную Норвегии | Матчи Сингха за сборную Норвегии | Матчи Сингха за сборную Норвегии |
| -------------------------------- | -------------------------------- | -------------------------------- | -------------------------------- | -------------------------------- | -------------------------------- |
| №                                | Дата                             | Соперник                         | Счёт                             | Голы Сингха                      | Соревнование                     |
| 1                                | 15 января 2012                   | Датская Суперлига                | 1:1                              | —                                | Товарищеский матч                |
| 2                                | 18 января 2012                   | Таиланд                          | 1:0                              | —                                | Товарищеский матч                |
| 3                                | 21 января 2012                   | Республика Корея                 | 0:3                              | —                                | Товарищеский матч                |
| 4                                | 15 января 2014                   | Молдова                          | 2:1                              | —                                | Товарищеский матч                |
| 5                                | 18 января 2014                   | Польша                           | 0:3                              | —                                | Товарищеский матч                |
| 6                                | 10 октября 2014                  | Мальта                           | 3:0                              | —                                | Чемпионат Европы 2016 (отбор)    |
| 7                                | 12 ноября 2014                   | Эстония                          | 0:1                              | —                                | Товарищеский матч                |

Итого: 7 матчей / 0 голов; 3 победы, 1 ничья, 3 поражения.

## Достижения
«Волеренга»
- Обладатель Кубка Норвегии — 2008